# Horizontem360

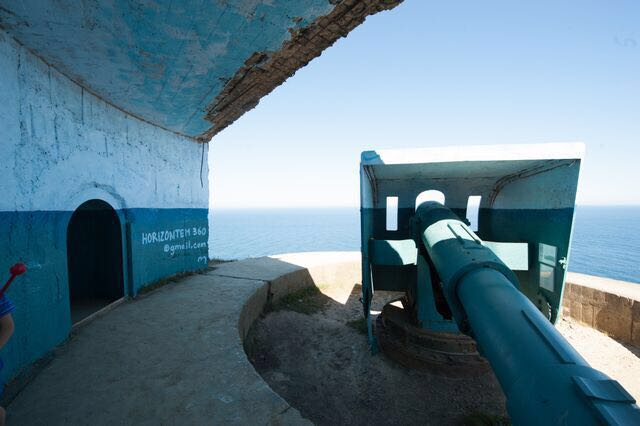
Primera obra del proyecto Horizontem360 en Gorliz

Horizontem360 es un proyecto ciudadano dedicado a la transformación y restauración de antiguas estructuras militares abandonadas por medio del arte. 
El nombre del proyecto hace referencia al horizonte, el elemento más prominente de sus obras. Si bien este nombre evoca al latín, la palabra horizonte es de origen griego y en su declinación latina no encuentra la forma horizontem.
Las obras se inspiran en otras obras y conceptos anteriores como es el horizonte de circunferencia infinita propuesto por Eduardo Chillida en su obra Elogio del Horizonte en Gijón. Influenciado por la obra Bosque de Oma de Agustín Ibarrola, las creaciones del proyecto Horizontem360 depende de la posición relativa del observador. La obra busca también el contraste de una expresión artística sobre un elemento militar.

## Obras

### Batería militar de Gorliz
En julio de 2016 tuvo lugar la primera obra de este proyecto, consistente en la restauración de una de las antiguas baterías militares costeras de Cabo Billano, situado en el municipio vizcaíno de Gorliz. 
Esta batería, construida durante la Segunda Guerra Mundial, se componía de tres piezas armamentísticas situadas a distintos niveles y conectadas mediante túneles y galerías subterráneas, si bien actualmente únicamente resta la del nivel inferior, sobre la que se ha llevado a cabo la restauración debido a su ruinoso estado tras el abandono de la estructura por parte del Ejército con la llegada de la democracia.
Tras la recuperación ciudadana, basada en la recubrimiento con pintura del antiguo cañón y las paredes que lo protegen, el cañón parece desaparecer con el horizonte, fundiéndose con el cielo y el mar.

Obra del proyecto Horizontem360 en la batería militar de Cabo Villano (Gorliz)

### Barracón militar de la Talaia d'Albercutx
En mayo de 2017 este grupo ciudadano desarrolló una nueva obra del proyecto Horizontem360, que consiste en la transformación del interior de uno de los antiguos barracones militares construidos durante la Guerra Civil junto a la Talaia d'Albercutx, en Puerto de Pollensa, Mallorca. Similar a la obra de Gorliz, esta creación trata de que el elemento militar desaparezca en el horizonte.

Obra del proyecto Horizontem360 en uno de los barracones militares de la Talaia d´Albercutx (Mallorca)